# Héber intenzív igetörzsek
- Általános törzsképzőelem: 2. gyökhangzó kettőzése. Általános jelentéstartalom: a gyök alapjelentésének valamilyen intenzifikációja (intenzív, gyakorító, iteratív)

## Piél (Intenzív aktív)
- Törzsképzőelem: 2. gyökhangzó kettőzése. Hangrend: magas (i-é). Jelentéstartalom: intenzív (q. összetör → pi. összezúz, q. öl → pi. mészárol), iteratív, gyakorító aktív cselekvés v. történés. Igeképző (denominális verbumképző: q. qádós szent → pi. qiddés szentté tesz).

### Ragozott igealakok
| E/3h | קִדֵּשׁ קִדֶּשׁ קִדַּשׁ | qiddés qiddes qiddas | וְקִדֵּשׁ   | vəqiddés    | קִדֵּשׁ   | qiddés     |
| E/3n | קִדְּשָׁה        | qiddəsá              | ~וְ     | və~         | קִדֵּשָׁה  | qid`désá   |
| E/2h | קִדַּשְׁתָּ        | qid`dastá            | וְקִדַּשְׁתָּ  | vəqiddas`tá | קִדָּשְׁתָּ  | qid`dástá  |
| E/2n | קִדַּשְׁתְּ        | qiddast              | ~וְ     | və~         | קִדָּשְׁתְּ  | qiddást    |
| E/1  | קִדַּשְׁתִּי       | qid`dastí            | וְקִדַּשְׁתִּי | vəqiddas`tí | קִדָּשְׁתִּי | qid`dástí  |
| T/3  | קִדְּשׁוּ        | qiddəsú              | ~וְ     | və~         | קִדֵּשׁוּ  | qid`désú   |
| T/2h | קִדַּשְׁתֶּם       | qiddastem            | ~וְ     | və~         | קִדָּשְׁתֶּם | qid`dástem |
| T/2n | קִדַּשְׁתֶּן       | qiddasten            | ~וְ     | və~         | קִדָּשְׁתֶּן | qid`dásten |
| T/1  | קִדַּשְׁנוּ       | qid`dasnú            | וְקִדַּשְׁנוּ | vəqiddas`nú | קִדָּשְׁנוּ | qid`dásnú  |

A törzs ragozásainak alapja perfektumban a קִדֵּשׁ qiddés / קִדַּשׁ qiddas pár, többi alakjában pedig a קַדֵּשׁ qaddés alak (rövidült formájukban *-קִדְּשׁ *qiddəs- és *-קַדְּשׁ *qaddəs-).
Az első kettő jelenik meg a perfektum E/3 hímnemben, ahol három alapalak található (a קִדֶּשׁ qiddes-típus a legritkább, ez a ragozásban nem is fordul elő).
Perfektumban a jellegzetes i-é hangzás csak az E/3h-ben jelenik meg, további alakjait a קִדַּשׁ qiddas alakból képezzük. (Másként: az é a-ra változik.)
Imperfektumát, particímiumát és infinitivuszát a קַדֵּשׁ qaddés-ból képzi.
Az imperfektum E/3h és T/3h két alakja közül a dáges nélküli az elterjedtebb (vajəqaddés és vajəqaddəsú, vajjəqaddés és vajjəqaddəsú helyett). (Ennek oka, hogy a nyelv nem szereti a torlódásokat és a két kettőzés a héber nyelvérzéknek már „sok lenne”, így a hangsúlytalant (a szóelejit), a gyenge mássalhangzónak számító jodból ki tudja hagyni.)
A pauzális alakokban mindig az eredeti magánhangzó tér vissza és/vagy nyúlik meg hangsúlyos helyzetbe kerülve.

| A piél törzs imperfektumi alakjai | A piél törzs imperfektumi alakjai | A piél törzs imperfektumi alakjai | A piél törzs imperfektumi alakjai | A piél törzs imperfektumi alakjai | A piél törzs imperfektumi alakjai | A piél törzs imperfektumi alakjai | A piél törzs imperfektumi alakjai  | A piél törzs imperfektumi alakjai  | A piél törzs imperfektumi alakjai | A piél törzs imperfektumi alakjai | A piél törzs imperfektumi alakjai | A piél törzs imperfektumi alakjai |
|                                   | Imperfektum meg fogja szentelni   | Imperfektum meg fogja szentelni   | Váv-imperfektum és megszentelte   | Váv-imperfektum és megszentelte   | Jusszívusz szentelje meg!         | Jusszívusz szentelje meg!         | Kohortatívusz hadd szenteljem meg! | Kohortatívusz hadd szenteljem meg! | Imperatívusz szenteld meg!        | Imperatívusz szenteld meg!        | Impt. en. ~                       | Impt. en. ~                       |
| --------------------------------- | --------------------------------- | --------------------------------- | --------------------------------- | --------------------------------- | --------------------------------- | --------------------------------- | ---------------------------------- | ---------------------------------- | --------------------------------- | --------------------------------- | --------------------------------- | --------------------------------- |
| E/3h                              | יְקַדֵּשׁ                              | jəqaddés                          | וַיְּקַדֵּשׁ וַיְקַדֵּשׁ                       | vajjəqaddés vajəqaddés            | = imperf.                         | = imperf.                         |                                    |                                    |                                   |                                   |                                   |                                   |
| E/3n                              | תְּקַדֵּשׁ                              | təqaddés                          | -וַתְּ                               | vattə~                            | = imperf.                         | = imperf.                         |                                    |                                    |                                   |                                   |                                   |                                   |
| E/2h                              | תְּקַדֵּשׁ                              | təqaddés                          | -וַתְּ                               | vattə~                            | = imperf.                         | = imperf.                         |                                    |                                    | קַדֵּשׁ                               | qaddés                            | קַדְּשָׁה                              | qaddəsá                           |
| E/2n                              | תְּקַדְּשִׁי                             | təqaddəsí                         | -וַתְּ                               | vattə~                            | = imperf.                         | = imperf.                         |                                    |                                    | קַדְּשִׁי                              | qaddəsí                           |                                   |                                   |
| E/1                               | אֲקַדֵּשׁ                              | aqaddés                           | -וָאֲ                               | váa~                              |                                   |                                   | אֲקַדְּשָׁה                              | aqaddəsá                           |                                   |                                   |                                   |                                   |
| T/3h                              | יְקַדְּשׁוּ                             | jəqaddəsú                         | וַיְּקַדְּשׁוּ וַיְקַדְּשׁוּ                     | vajjəqaddəsú vajəqaddəsú          | = imperf.                         | = imperf.                         |                                    |                                    |                                   |                                   |                                   |                                   |
| T/3n                              | תְּקַדֵּשְׁנָה                            | təqud`désná                       | -וַתְּ                               | vattə~                            | = imperf.                         | = imperf.                         |                                    |                                    |                                   |                                   |                                   |                                   |
| T/2h                              | תְּקַדְּשׁוּ                             | təqaddəsú                         | -וַתְּ                               | vattə~                            | = imperf.                         | = imperf.                         |                                    |                                    | קַדְּשׁוּ                              | qaddəsú                           |                                   |                                   |
| T/2n                              | תְּקַדֵּשְׁנָה                            | təqad`désná                       | -וַתְּ                               | vattə~                            | = imperf.                         | = imperf.                         |                                    |                                    | קַדֵּשְׁנָה                             | qad`désná                         |                                   |                                   |
| T/1                               | נְקַדֵּשׁ                              | nəqaddéas                         | -וַנְּ                               | vannə~                            |                                   |                                   | נְקַדְּשָׁה                              | nəqaddəsá                          |                                   |                                   |                                   |                                   |

### Névszói igealakok
| A piél törzs | A piél törzs      | A piél törzs          | A piél törzs   | A piél törzs   | A piél törzs   | A piél törzs   |
|              | Particípiumai     | Particípiumai         | Infinitívuszai | Infinitívuszai | Infinitívuszai | Infinitívuszai |
|              | aktív particípium | aktív particípium     | Inf. abs.      | Inf. abs.      | Inf. constr.   | Inf. constr.   |
| ------------ | ----------------- | --------------------- | -------------- | -------------- | -------------- | -------------- |
| E/h          | מְקַדֵּשׁ              | məqaddés              | קַדַּשׁ קַדֹּשׁ        | qaddés qaddós  | קַדַּשׁ            | qaddés         |
| E/n          | מְקַדֶּשֶׁת מְקַדְּשָׁה       | məqad`deset məqaddəsá |                |                |                |                |
| T/h          | מְקַדְּשִׁים            | məqaddəsím            |                |                |                |                |
| T/n          | מְקַדְּשׁוֹת            | məqaddəsót            |                |                |                |                |

Particípiumát mem előképzővel képzi.
Infinitívusz abszolútuszának több alakja is van.

## Pual (Intenzív passzív)
- Törzsképzőelem: 2. gyökhangzó kettőzése. Hangrend: mély (u-a) . Jelentéstartalom: a piél passzívuma.

### Ragozott igealakok
| E/3h | קֻדֵּשׁ   | quddas    | וְקֻדַּשׁ   | vəquddas    | קֻדָּשׁ   | quddás     |
| E/3n | קֻדְּשָה  | quddəsá   | ~וְ     | və~         | קֻדָּשָה  | qud`dásá   |
| E/2h | קֻדַּשְׁתָּ  | qud`dastá | וְקֻדַּשְׁתָּ  | vəquddas`tá | קֻדָּשְׁתָּ  | qud`dástá  |
| E/2n | קֻדַּשְׁתְּ  | quddast   | ~וְ     | və~         | קֻדָּשְׁתְּ  | quddást    |
| E/1  | קֻדַּשְׁתִּי | qud`dastí | וְקֻדַּשְׁתִּי | vəquddas`tí | קֻדָּשְׁתִּי | qud`dástí  |
| T/3  | קֻדְּשוּ  | quddəsú   | ~וְ     | və~         | קֻדָּשוּ  | qud`dású   |
| T/2h | קֻדַּשְׁתֶּם | quddastem | ~וְ     | və~         | קֻדָּשְׁתֶּם | qud`dástem |
| T/2n | קֻדַּשְׁתֶּן | quddasten | ~וְ     | və~         | קֻדָּשְׁתֶּן | qud`dásten |
| T/1  | קֻדַּשְׁנוּ | qud`dasnú | וְקֻדַּשְׁנוּ | vəquddas`nú | קֻדָּשְׁנוּ | qud`dásnú  |

Képzését tekintve az egyik legegyszerűbb igetörzs: valamennyi alakját a קֻדַּשׁ quddas alakból képzi.
Imperfektum E/3h- és T/3h-ében, a piélhez hasonlóan a rövid alak a szokásos (vajəquddas és vajəquddəsú).

| A pual törzs imperfektumi alakjai | A pual törzs imperfektumi alakjai | A pual törzs imperfektumi alakjai | A pual törzs imperfektumi alakjai     | A pual törzs imperfektumi alakjai     | A pual törzs imperfektumi alakjai | A pual törzs imperfektumi alakjai | A pual törzs imperfektumi alakjai | A pual törzs imperfektumi alakjai | A pual törzs imperfektumi alakjai | A pual törzs imperfektumi alakjai | A pual törzs imperfektumi alakjai | A pual törzs imperfektumi alakjai |
|                                   | Imperfektum meg lett szentelve    | Imperfektum meg lett szentelve    | Váv-imperfektum és meg lesz szentelve | Váv-imperfektum és meg lesz szentelve | Jusszívusz !                      | Jusszívusz !                      | Kohortatívusz hadd !              | Kohortatívusz hadd !              | Imperatívusz !                    | Imperatívusz !                    | Impt. en. !                       | Impt. en. !                       |
| --------------------------------- | --------------------------------- | --------------------------------- | ------------------------------------- | ------------------------------------- | --------------------------------- | --------------------------------- | --------------------------------- | --------------------------------- | --------------------------------- | --------------------------------- | --------------------------------- | --------------------------------- |
| E/3h                              | יְקֻדַּשׁ                              | jəquddas                          | וַיְּקֻדַּשׁ וַיְקֻדַּשׁ                           | vajjəquddas vajəquddas                | יְקֻדַּשׁ                              | jəquddas                          |                                   |                                   |                                   |                                   |                                   |                                   |
| E/3n                              | תְּקֻדַּשׁ                              | təquddas                          | -וַתְּ                                   | vattə~                                | = imperf.                         | = imperf.                         |                                   |                                   |                                   |                                   |                                   |                                   |
| E/2h                              | תְּקֻדַּשׁ                              | təquddas                          | -וַתְּ                                   | vattə~                                | = imperf.                         | = imperf.                         |                                   |                                   | קֻדַּשׁ                               | quddas                            | קֻדְּשָׁה                              | quddəsá                           |
| E/2n                              | תְּקֻדְּשִׁי                             | təquddəsí                         | -וַתְּ                                   | vattə~                                | = imperf.                         | = imperf.                         |                                   |                                   | קֻדְּשִׁי                              | quddəsí                           |                                   |                                   |
| E/1                               | אֲקֻדַּשׁ                              | aquddas                           | -וָאֲ                                   | váa~                                  |                                   |                                   | אֲקֻדְּשָׁה                             | aquddəsá                          |                                   |                                   |                                   |                                   |
| T/3h                              | יְקֻדְּשׁוּ                             | jəquddəsú                         | וַיְּקֻדְּשׁוּ וַיְקֻדְּשׁוּ                         | vajjəquddəsú vajəquddəsú              | = imperf.                         | = imperf.                         |                                   |                                   |                                   |                                   |                                   |                                   |
| T/3n                              | תְּקֻדַּשְׁנָה                            | təqud`dasná                       | -וַתְּ                                   | vattə~                                | = imperf.                         | = imperf.                         |                                   |                                   |                                   |                                   |                                   |                                   |
| T/2h                              | תְּקֻדְּשׁוּ                             | təquddəsú                         | -וַתְּ                                   | vattə~                                | = imperf.                         | = imperf.                         |                                   |                                   | קֻדְּשׁוּ                              | quddəsú                           |                                   |                                   |
| T/2n                              | תְּקֻדַּשְׁנָה                            | təqud`dasná                       | -וַתְּ                                   | vattə~                                | = imperf.                         | = imperf.                         |                                   |                                   | קֻדַּשְׁנָה                             | qud`dasná                         |                                   |                                   |
| T/1                               | נְקֻדַּשׁ                              | nəquddas                          | -וַנְּ                                   | vannə~                                |                                   |                                   | נְקֻדְּשָׁה                             | nəquddəsá                         |                                   |                                   |                                   |                                   |

### Névszói igealakok
| A pual törzs | A pual törzs  | A pual törzs          | A pual törzs   | A pual törzs   | A pual törzs   | A pual törzs   |
|              | Particípiumai | Particípiumai         | Infinitívuszai | Infinitívuszai | Infinitívuszai | Infinitívuszai |
|              | passzív part. | passzív part.         | Inf. abs.      | Inf. abs.      | Inf. constr.   | Inf. constr.   |
| ------------ | ------------- | --------------------- | -------------- | -------------- | -------------- | -------------- |
| E/h          | מְקֻדָּשׁ          | məquddás              | קֻדֹּשׁ            | quddós         | קֻדַּשׁ            | quddas         |
| E/n          | מְקֻדֶּשֶׁת מְקֻדָּשָׁה   | məqud`deset məquddásá |                |                |                |                |
| T/h          | מְקֻדָּשִׁים        | məquddásím            |                |                |                |                |
| T/n          | מְקֻדָּשׁוֹת        | məquddásót            |                |                |                |                |

Particípiumában qámec van (קֻדָּשׁ- -quddás-ból), ami az -`eet végű egyes nőnemű alakot kivéve végig megmarad.
Infinitívusz abszolútusza ó-val van.

## Hitpaél (Intenzív reflexív)
- Törzsképzőelem: 2. gyökhangzó kettőzése és -הִתְ hit- előtag. Hangrend: magas (i-a-é). Jelentéstartalom: reflexív (visszaható: királlyá teszi magát), reciprok (kölcsönös: beszélgetnek egymással). Képzésére nézve intenzív, de ez a jelentéstartalom csak igen ritkán lelhető fel benne.

### Ragozott igealakok
| E/3h | הִתְקַדֵּשׁ   | hitqaddés    | וְהִתְקַדֵּשׁ   | vəhitqaddés    | הִתְקַדֵּשׁ   | hitqaddés     |
| E/3n | הִתְקַדְּשָׁה  | hitqaddəsá   | ~וְ       | və~            | הִתְקַדֵּשָׁה  | hitqad`désá   |
| E/2h | הִתְקַדַּשְׁתָּ  | hitqad`dastá | וְהִתְקַדַּשְׁתָּ  | vəhitqaddas`tá | הִתְקַדָּשְׁתָּ  | hitqad`dástá  |
| E/2n | הִתְקַדַּשְׁתְּ  | hitqaddast   | ~וְ       | və~            | הִתְקַדָּשְׁתְּ  | hitqaddást    |
| E/1  | הִתְקַדַּשְׁתִּי | hitqad`dastí | וְהִתְקַדַּשְׁתִּי | vəhitqaddas`tí | הִתְקַדָּשְׁתִּי | hitqad`dástí  |
| T/3  | הִתְקַדְּשׁוּ  | hitqaddəsú   | ~וְ       | və~            | הִתְקַדֵּשׁוּ  | hitqad`désú   |
| T/2h | הִתְקַדַּשְׁתֶּם | hitqaddastem | ~וְ       | və~            | הִתְקַדָּשְׁתֶּם | hitqad`dástem |
| T/2n | הִתְקַדַּשְׁתֶּן | hitqaddasten | ~וְ       | və~            | הִתְקַדָּשְׁתֶּן | hitqad`dásten |
| T/1  | הִתְקַדַּשְׁנוּ | hitqad`dasnú | וְהִתְקַדַּשְׁנוּ | vəhitqaddas`nú | הִתְקַדָּשְׁנוּ | hitqad`dásnú  |

Képzésére nézve nem más, mint a piél קַדֵּשׁ qaddés (rövidülve -קַדְּשׁ qaddəs) alakjának a -הִתְ hit- törzsképzővel való ellátása.
A -הִתְ hit- törzsképző teljes formájában a perfektumban, az imperatívuszban és az infinitívuszokban látszik.
Imperfektumban és particípiumban az előragok elnyelik a hé-t és átveszik annak magánhangzóját:
impf. E/3h: *יְהִתְקַדֵּשׁ *jəhitqaddés → יִתְקַדֵּשׁ jitqaddés
part. E/h: *מְהִתְקַדֵּשׁ *məhitqaddés → מִתְקַדֵּשׁ mitqaddés.
Ezek az eredetinek tekinthető teljes alakok azonban a Tanach költői vagy magasztosabb nyelvezetű részeiben (pl. Ésaiánál) léteznek.
| A hitpaél törzs imperfektumi alakjai | A hitpaél törzs imperfektumi alakjai  | A hitpaél törzs imperfektumi alakjai  | A hitpaél törzs imperfektumi alakjai  | A hitpaél törzs imperfektumi alakjai  | A hitpaél törzs imperfektumi alakjai | A hitpaél törzs imperfektumi alakjai | A hitpaél törzs imperfektumi alakjai     | A hitpaél törzs imperfektumi alakjai     | A hitpaél törzs imperfektumi alakjai | A hitpaél törzs imperfektumi alakjai | A hitpaél törzs imperfektumi alakjai | A hitpaél törzs imperfektumi alakjai |
|                                      | Imperfektum meg fogja szentelni magát | Imperfektum meg fogja szentelni magát | Váv-imperfektum és megszentelte magát | Váv-imperfektum és megszentelte magát | Jusszívusz szentelje meg magát!      | Jusszívusz szentelje meg magát!      | Kohortatívusz hadd szenteljem meg magam! | Kohortatívusz hadd szenteljem meg magam! | Imperatívusz szenteld meg magad!     | Imperatívusz szenteld meg magad!     | Impt. en. ~                          | Impt. en. ~                          |
| ------------------------------------ | ------------------------------------- | ------------------------------------- | ------------------------------------- | ------------------------------------- | ------------------------------------ | ------------------------------------ | ---------------------------------------- | ---------------------------------------- | ------------------------------------ | ------------------------------------ | ------------------------------------ | ------------------------------------ |
| E/3h                                 | יִתְקַדֵּשׁ                                 | jitqaddés                             | וַיִּתְקַדֵּשׁ                                | vajjitqaddés                          | = imperf.                            | = imperf.                            |                                          |                                          |                                      |                                      |                                      |                                      |
| E/3n                                 | תִּתְקַדֵּשׁ                                 | titqaddés                             | -וַתִּ                                   | vatti~                                | = imperf.                            | = imperf.                            |                                          |                                          |                                      |                                      |                                      |                                      |
| E/2h                                 | תִּתְקַדֵּשׁ                                 | titqaddés                             | -וַתִּ                                   | vatti~                                | = imperf.                            | = imperf.                            |                                          |                                          | הִתְקַדֵּשׁ                                | hitqaddés                            | הִתְקַדְּשָׁה                               | hitqaddəsá                           |
| E/2n                                 | תִּתְקַדְּשִׁי                                | titqaddəsí                            | -וַתִּ                                   | vatti~                                | = imperf.                            | = imperf.                            |                                          |                                          | הִתְקַדְּשִׁי                               | hitqaddəsí                           |                                      |                                      |
| E/1                                  | אֶתְקַדֵּשׁ אִתְקַדֵּשׁ                           | etqaddés itqaddés                     | -וָאֶ -וָאִ                               | váe~ vái~                             |                                      |                                      | אֶתְקַדְּשָׁה אִתְקַדְּשָׁה                            | etqaddəsá itqaddəsá                      |                                      |                                      |                                      |                                      |
| T/3h                                 | יִתְקַדְּשׁוּ                                | jitqaddəsú                            | וַיִּתְקַדְּשׁוּ                               | vajjitqaddəsú                         | = imperf.                            | = imperf.                            |                                          |                                          |                                      |                                      |                                      |                                      |
| T/3n                                 | תִּתְקַדֵּשְׁנָה                               | təqud`désná                           | -וַתִּ                                   | vatti~                                | = imperf.                            | = imperf.                            |                                          |                                          |                                      |                                      |                                      |                                      |
| T/2h                                 | תִּתְקַדְּשׁוּ                                | təqaddəsú                             | -וַתִּ                                   | vatti~                                | = imperf.                            | = imperf.                            |                                          |                                          | הִתְקַדְּשׁוּ                               | hitqaddəsú                           |                                      |                                      |
| T/2n                                 | תִּתְקַדֵּשְׁנָה                               | titqad`désná                          | -וַתִּ                                   | vatti~                                | = imperf.                            | = imperf.                            |                                          |                                          | הִתְקַדֵּשְׁנָה                              | hitqad`désná                         |                                      |                                      |
| T/1                                  | נִתְקַדֵּשׁ                                 | nitqaddéas                            | -וַנִּ                                   | vanni~                                |                                      |                                      | נִתְקַדְּשָׁה                                   | nitqaddəsá                               |                                      |                                      |                                      |                                      |

### Névszói igealakok
| A hitpaél törzs | A hitpaél törzs   | A hitpaél törzs         | A hitpaél törzs | A hitpaél törzs | A hitpaél törzs | A hitpaél törzs |
|                 | Particípiumai     | Particípiumai           | Infinitívuszai  | Infinitívuszai  | Infinitívuszai  | Infinitívuszai  |
|                 | aktív particípium | aktív particípium       | Inf. abs.       | Inf. abs.       | Inf. constr.    | Inf. constr.    |
| --------------- | ----------------- | ----------------------- | --------------- | --------------- | --------------- | --------------- |
| E/h             | מִתְקַדֵּשׁ             | mitqaddés               | הִתְקַדַּשׁ           | hitqaddés       | הִתְקַדַּשׁ           | hitqaddés       |
| E/n             | מִתְקַדֶּשֶׁת מִתְקַדְּשָׁה     | mitqad`deset mitqaddəsá |                 |                 |                 |                 |
| T/h             | מִתְקַדְּשִׁים           | mitqaddəsím             |                 |                 |                 |                 |
| T/n             | מִתְקַדְּשׁוֹת           | mitqaddəsót             |                 |                 |                 |                 |